# فصل اسکار
فصل اسکار (به انگلیسی: Oscar season) که در ایران به آن فصل جوایز نیز می گویند، مقطعی زمانی است که استودیوهای فیلم‌سازی بهترین فیلم‌های خود را به امید کسب جایزه اسکار منتشر می‌کنند. فصل اسکار معمولاً در پاییز و در ماه نوامبر آغاز می‌شود. با این حال تفکیک دقیقی از مقطع زمانی پایان اکران فیلم‌های بلاک‌باستر تابستانی و شروع فصل اسکار وجود ندارد.